# Викимедијина награда Бранислав Јовановић
Викимедијина награда „Бранислав Јовановић” је годишња награда коју Викимедија Србије додељује уредницима Википедије на српском језику (википедистима) за допринос ширењу слободног знања. Први пут је уручена 2016. године, а њен први добитник је др Милорад  Димић.
Признање се одаје у оквиру Викилајва, локалне конференције википедиста и викимедијанаца која се одржава у првој половини године. Уведено је у знак сећања на преминулог Бранислава Јовановића, једног од оснивача и уредника Википедије на српском језику. Награда је по њему и названа.

## Изглед
Награда је у облику статуе од комбинованог материјала (бронзе и мермера) димензија 15 х 12 х 3 cm.

### Постамент
Постамент награде је од тамнозеленог мермера димензија 10 х 5 х 3 cm. С предње стране постамента налази се бронзана плочица, димензија 6 х 2,2 cm, на којој је урезан натпис „Награда Бранислав Јовановић”, написан великим словима, уз редни број године.

### Главни део статуе
Главни део статуе је од ливене бронзе, високог сјаја, у облику комада слагалице (димензија 12 х 12 х 1 cm) са стилизованим латиничним словом „W” урезаним у њен средишњи део.

## Добитници
| Година | Име и презиме             | Корисничко име   | Фотографија | Образложење |
| ------ | ------------------------- | ---------------- | ----------- | --- |
| 2016.  | Др Милорад Димић          | Intermedichbo    |             | „За писања, уређивање и побољшање чланака из области медицине, географије, историје и других области на Википедији, у 2015. години.                                                                         |
| 2017.  | Дарко Гајић               | Ванилица         |             | „За писање чланака и унос фотографија из области културног наслеђе Мачве и Поцерине, и уређивање и побољшање чланака из географије, историје и других области на Википедији, у 2016. години”                |
| 2018.  | Дражен Дражета            | Drazetad         |             | „За укупан дугогодишњи рад и уређивање страница на Википедији на српском језику” |
| 2019.  | Горан Обрадовић           | Обрадовић Горан  |             | „За укупан дугогодишњи рад и уређивање страница на Википедији на српском језику и узимање великог удела у раду Викимедије Србије”                                                                           |
| 2020.  | Александра Поповић        | 11sasapus11      |             | „За успешно вођен пројекат Вики-библиотекар и укупан рад и уређивање страница на Википедији на српском језику”                                                                                              |
| 2021.  | Марко Станојевић          | Марко Станојевић |             | „За укупан рад и уређивање страница на Википедији на српском језику, као и узимање улоге администратора. Похваљује се стажирање у Музеју Југославије, као и учешће у бројним догађајима Викимедије Србије.” |
| 2022.  | Милица Буха               | BuhaM            |             | „За успешно вођен пројекат Вики Сениор, учешће у пројекту Вики-библиотекар и велики допринос Википедији и Викимедијиној остави.”                                                                            |
| 2023.  | Драган Сатарић            | JustUser         |             | „За залагања за Википедију од самих почетака, као и велики труд уложен у увођење Creative Commons лиценци у Србији.”                                                                                        |
| 2024.  | Бранка Вучићевић Вучковић | BrankaVV         |             | „За допринос ширењу слободног знања кроз вишегодишњу реализацију пројеката везаних за очување и заштиту надгробника, крајпуташа, јавних споменика и спомен-плоча.”                                          |
| 2025.  | Жана Гњатовић             | Gzanag           |             | „За допринос ширењу слободног знања кроз пројекат Вики Сениор и за учешће у многобројним акцијама, уређивачким маратонима и такмичењима.”                                                                   |